# Triathlon de Vesoul
Le Triathlon de Vesoul est une compétition de triathlon qui se déroule chaque année en août dans l'agglomération de Vesoul, dans le département de la Haute-Saône, en France. Le triathlon a lieu au lac de Vaivre et dans les plaines de la région vésulienne.
Créé en 1984, le triathlon de Vesoul est l'un des plus anciens triathlons de France. Organisé depuis 2000 par le club local de triathlon, il est aujourd'hui composé de plusieurs épreuves dont la principale est le format M.

## Histoire

### 1984 - 1987: les débuts du triathlon de Vesoul
Le triathlon de Vesoul voit le jour en 1984, seulement deux ans après le triathlon de Nice, première compétition officielle de triathlon organisée en France. Ses membres fondateurs sont Jean Perrin (maitre-nageur à la piscine de Vesoul) et les deux frères Louisot, commerçants de cycles à Vesoul. Pendant trois années, ils s'occupent de l'organisation du triathlon, qui n'est alors composé que d'une seule épreuve, la « Courte Distance » (ou format M) : 1500 mètres de natation, 40 kilomètres de vélo et 10 kilomètres de course à pied.

### 1987 - 2000: mise en développement de la compétition
En 1987, l'organisation est reprise par le comité départemental de prévention de l'alcoolisme, nommé Santé Sobriété, pour sensibiliser le public aux maladies liées à l’alcoolisme avec le sport comme alternative. Santé Sobriété ajoute au triathlon de Vesoul de nouvelles épreuves : le triathlon promotion, les compétitions jeunes et le tri-relais, épreuve née à Vesoul et qui sera par la suite reprise dans l'organisation d'autres triathlons.
En 1988, le Groupe Triathlon Vesoul, premier club de triathlon de Franche-Comté, est créé.

### Depuis 2000: organisation par le GTVHS

#### Années 2000
Dès 2000, l'organisation du triathlon de Vesoul est assuré par le club de triathlon de la ville, avec l'appui de partenaires public et privé ainsi que de 200 bénévoles. Plusieurs épreuves toutes catégories sont proposées dans la journée,.
En 2002, les participants sont au nombre de 625. Un an après, les catégories jeunes appelées « Avenir » font leurs apparitions. Vincent Luis, un jeune local, remporta la course chez les minimes et sera champion de France dix ans plus tard.
En 2003, l'épreuve est remportée par le triathlète  brésilien Reinaldo Colucci. Il est alors suivi par le français Yannick Bourseaux qui termine deuxième et par l'australien Nicholas Marland (sociétaire du club local de triathlon) qui termine troisième.
L'année 2004 voit la victoire de Benjamin Pernet, membre du club de Mulhouse Tri. Damien Favre-Félix et Sébastien Lepaul arrivent respectivement deuxième et troisième. La première femme arrivée est Sandrine Chrétien du Tri Val de Gray, qui termine à la 64eme place.
En 2007, le public vésulien voit la victoire de Cyril Viennot, ex licencié du club organisateur, qui sera champion du monde de longue distance en 2015.

#### Années 2010
En 2010 et 2011, Cyril Viennot réitère en terminant a nouveau vainqueur du triathlon vésulien.
En 2013, l'événement rassembla 1 167 participants, ce qui en fait un record devant l'année 2009 et ces 1 122 concurrents. Un tri-relais handisport est créé : le nombre d'engagés handisport au tri-relais était de trente trois pour l'année 2013.
En 2014, le triathlon de Vesoul fête son 30e anniversaire. Deux nouveautés sont au programme : le relais kids pour les enfants, et la montée de La Motte pour l'épreuve reine (distance M) du dimanche après-midi, ce qui rend l'épreuve plus dure sur sa partie course à pied.
Pour l'édition de 2015, le triathlete ukrainien Danylo Sapunov termine vainqueur.
L'événement sert de support à la Finale des championnats de France en catégories jeunes (cadets et juniors) début juin 2018.

#### Années 2020
Bien que la pandémie de Covid-19 mis en suspens la plupart des évènements sportifs pour l'année 2020, le triathlon de Vesoul est tout de même maintenu. Toutefois, le nombre d'épreuves et de participants est réduit. De plus, un protocole sanitaire strict est instauré. C'est par ailleurs en 2020 que la principale épreuve du triathlon, le format M, est remplacé par un nouveau format plus sportif : le format L, qui se compose de 3000 mètres de natation, 80 kilomètres de vélo et 20 kilomètres de course à pied.
En 2021, le format L est conservé, mais abandonné en 2022.
Le triathlon de Vesoul organise en 2024 sa quarantième édition. Cependant, le lac de Vaivre présentant un taux trop élevé de cyanobactéries, les épreuves de natation sont alors transférées au Ludolac, un parc aquatique situé à proximité directe du lac qui dispose par ailleurs d'une piscine de format olympique.

## Épreuves du triathlon
| Nom du parcours                | Natation     | Cyclisme      | Course à pied |
| ------------------------------ | ------------ | ------------- | ------------- |
| Avenir 1                       | 75 mètres    | 2 000 mètres  | 400 mètres    |
| Avenir 2                       | 100 mètres   | 2 000 mètres  | 800 mètres    |
| Avenir 3                       | 200 mètres   | 2 000 mètres  | 1 200 mètres  |
| Tri-relais kids                | 100 mètres   | 7 kilomètres  | 1 000 mètres  |
| Tri-relais                     | 700 mètres   | 32 kilomètres | 7 kilomètres  |
| Distance XS (Découverte)       | 250 mètres   | 7 kilomètres  | 1 600 mètres  |
| Distance S (Harmonie Mutuelle) | 500 mètres   | 21 kilomètres | 5 kilomètres  |
| Distance M (CD)                | 1 500 mètres | 42 kilomètres | 10 kilomètres |

## Palmarès du triathlon distance M
| Hommes | Hommes                         | Hommes                         | Hommes                         | Femmes                         | Femmes                         | Femmes                         | Femmes                         |                                |
| Année  | 1er                            | 2e                             | 3e                             | Année                          | 1er                            | 2e                             | 3e                             |                                |
| ------ | ------------------------------ | ------------------------------ | ------------------------------ | ------------------------------ | ------------------------------ | ------------------------------ | ------------------------------ | ------------------------------ |
| 2024   | Pas de format M cette année ci | Pas de format M cette année ci | Pas de format M cette année ci | Pas de format M cette année ci | Pas de format M cette année ci | Pas de format M cette année ci | Pas de format M cette année ci | Pas de format M cette année ci |
| 2023   | Pas de format M cette année ci | Pas de format M cette année ci | Pas de format M cette année ci | Pas de format M cette année ci | Pas de format M cette année ci | Pas de format M cette année ci | Pas de format M cette année ci | Pas de format M cette année ci |
| 2022   | Alexandre Lemercier            | Baptiste Domanico              | Jérémy Pierrat                 | 2022                           | Adélaïde Girardot              | Anne Henriet                   | Audrey Hanin                   |                                |
| 2021   | Pas de format M cette année ci | Pas de format M cette année ci | Pas de format M cette année ci | Pas de format M cette année ci | Pas de format M cette année ci | Pas de format M cette année ci | Pas de format M cette année ci | Pas de format M cette année ci |
| 2020   | Pas de format M cette année ci | Pas de format M cette année ci | Pas de format M cette année ci | Pas de format M cette année ci | Pas de format M cette année ci | Pas de format M cette année ci | Pas de format M cette année ci | Pas de format M cette année ci |
| 2019   | Manuel Roux                    | François Martin                | Guillaume Tisserand            | 2019                           | Adélaïde Girardot              | Anaïs Robin                    | Johanna Brocco                 |                                |
| 2018   | Pas de format M cette année ci | Pas de format M cette année ci | Pas de format M cette année ci | Pas de format M cette année ci | Pas de format M cette année ci | Pas de format M cette année ci | Pas de format M cette année ci | Pas de format M cette année ci |
| 2017   | Manuel Roux                    | Guillaume Tisserand            | Florian Grammont               | 2017                           | Isabelle Ferrer                | Anaïs Robin                    | Adélaïde Girardot              |                                |
| 2016   | Jean-Eudes Demaret             | Alexandre Bourgeois            | Thomas Durey                   | 2016                           | Isabelle Ferrer                | Anaïs Robin                    | Adélaïde Girardot              |                                |
| 2015   | Danylo Sapunov                 | Manuel Roux                    | Florian Grammont               | 2015                           | Isabelle Ferrer                | Aurélie Gaulliard              | Mathilde Dupuich               |                                |
| 2014   | Manuel Roux                    | Anatole Giraud Telme           | Florian Grammont               | 2014                           | Emma Bilham                    | Anaïs Robin                    | Adélaïde Girardot              |                                |
| 2013   | Manuel Roux                    | Damien Favre-Félix             | Benjamin Pernet                | 2013                           | Anaïs Robin                    | Delphine Bonnaud               | Marine Brisard                 |                                |
| 2012   | Alexandre Maire                | Peter Bajai                    | Jordan Rouyer                  | 2012                           | Anaïs Robin                    | Adélaïde Sautenet              | Sandrine Fariello              |                                |
| 2011   | Cyril Viennot                  | Vincent Stragapède             | Alexandre Maire                | 2011                           | Anaïs Robin                    | Bettina Amberny                | Anne Henriet                   |                                |
| 2010   | Cyril Viennot                  | Ben Allen                      | Benjamin Pernet                | 2010                           | Isabelle Ferrer                | Aurélie Gaulliard              | Anaïs Robin                    |                                |
| 2009   | Benjamin Pernet                | Cyril Viennot                  | Christophe Baurand             | 2009                           | Estelle-Marie Kieffer          | Émilie Chovrelat               | Anaïs Robin                    |                                |
| 2008   | Benjamin Pernet                | Ivan Risti                     | Cyril Viennot                  | 2008                           | Virginie Pilat                 | Marion Lottmann                | Anne Henriet                   |                                |
| 2007   | Cyril Viennot                  | Damien Favre-Félix             | Jonathan Lardier               | 2007                           | Anne Henriet                   | Emilie Chovrelat               | Sandrine Chrétien              |                                |
| 2006   | Paul Matthews                  | Stéphane Haezebrouck           | Jonathan Lardier               | 2006                           | Sandrine Chrétien              | Fernanda Bau                   | Sophie Vannier                 |                                |
| 2005   | Bruno Freudenreich             | Evgeny Polyanskiy              | Damien Favre-Félix             | 2005                           | Olga Generalova                | Anna Boykova                   | Sandrine Chrétien              |                                |
| 2004   | Benjamin Pernet                | Damien Favre-Félix             | Sébastien Lepaul               | 2004                           | Sandrine Chrétien              | Françoise Hantke               | Nathalie Pellegrini            |                                |
| 2003   | Reinaldo Colucci               | Yannick Bourseaux              | Nicholas Marland               | 2003                           | Mélanie Mitchell               | Karelle Dubief                 | Karine Roz                     |                                |
| 2002   | Julien Loy                     | Nicholas Marland               | Peter Croes                    | 2002                           | Lisbeth Kristensen             | Emmanuelle Legain              | Karine Roz                     |                                |
| 2001   | Hervé Faure                    | François Moreaux               | Fabien Landeau                 | 2001                           | Jane Fardell                   |                                |                                |                                |
| 2000   |                                | Damien Favre-Félix             |                                | 2000                           |                                |                                |                                |                                |
| 1999   |                                | Gilles Reboul                  |                                | 1999                           |                                |                                |                                |                                |
| 1998   | Jean-Sébastien Leuba           |                                |                                | 1998                           |                                |                                |                                |                                |
| 1997   | Craig Alexander                | Mark O'Donnell                 |                                | 1997                           |                                |                                |                                |                                |
| 1996   | Jean-Christophe Guichard       |                                |                                | 1996                           |                                |                                |                                |                                |

## Groupe Triathlon Vesoul Haute-Saône
Le triathlon de Vesoul est organisé par le Groupe Triathlon Vesoul Haute-Saône, club de triathlon local. Le club fut fondé en 1988, sous le nom de Groupe Triathlon Vesoul, par François Ottmann et une quinzaine d'autres personnes. Il est alors le premier club de triathlon a voir le jour en Franche-Comté. C'est en 2004 que le club prit sa dénomination actuelle.
En 2013, l'école de formation au triathlon du club a été labellisée deux étoiles,.

### Triathlètes emblématiques du club
Le club a connu de nombreux triathlètes réputés :
- Vincent Luis, champion du monde courte distance 2019 et 2020
- Cyril Viennot, champion du monde longue distance 2015
- Yegor Martynenko, triathlète ukrainien[20]
- Mark Buckingham, champion de Grande-Bretagne 2014 et 2015
- Andrea Secchiero, champion d'Italie d'aquathlon à de multiples reprises
- Danylo Sapunov, 1e au classement général de la coupe d'Europe de Triathlon en 2007 et 2012
- Přemysl Švarc, champion de la République Tchèque en 2014
- Candice Denizot, championne de France courte distance 2023[21]
- Léna Vaillier-François, championne de France longue distance 2022[22]
- Charlotte Faivre, championne de France longue distance 2023[23]

### Classements du club
Les équipes séniors du club (hommes et femmes) alternent régulièrement entre 1re et 2e division nationale.
| Année | Hommes     | Hommes     | Hommes | Femmes     | Femmes     | Femmes |
| Année | Division   | Classement | Points | Division   | Classement | Points |
| ----- | ---------- | ---------- | ------ | ---------- | ---------- | ------ |
| 2001  | Division 1 |            |        |            |            |        |
| 2002  |            |            |        |            |            |        |
| 2003  |            |            |        |            |            |        |
| 2004  |            |            |        |            |            |        |
| 2005  | Division 2 |            |        |            |            |        |
| 2006  | Division 1 |            |        |            |            |        |
| 2007  | Division 1 | 14e        | 21     |            |            |        |
| 2008  | Division 1 | 16e        | 17     |            |            |        |
| 2009  | Division 2 | 3e         | 79     |            |            |        |
| 2010  | Division 1 | 15e        | 24     |            |            |        |
| 2011  | Division 2 | 1er        | 68     |            |            |        |
| 2012  | Division 1 | 11e        | 29     |            |            |        |
| 2013  | Division 1 | 13e        | 34     |            |            |        |
| 2014  | Division 1 | 10e        | 46     |            |            |        |
| 2015  | Division 1 | 15e        | 6      |            |            |        |
| 2016  | Division 2 | 9e         |        |            |            |        |
| 2017  | Division 2 |            |        | Division 3 |            |        |
| 2018  | Division 3 |            |        | Division 2 | 1e         |        |
| 2019  |            |            |        | Division 1 | 9e         | 40     |
| 2020  |            |            |        | Division 1 | 12e        | 16     |
| 2021  |            |            |        | Division 1 | 9e         | 47     |
| 2022  |            |            |        | Division 1 | 13e        | 46     |
| 2023  |            |            |        | Division 1 | 10e        | 49     |
| 2024  |            |            |        | Division 1 | 12e        | 35,5   |

### Liste des présidents
Le premier président du club est François Ottmann.
| Nom                   | Mandat      |
| François Ottmann      | 1988 - 2001 |
| Gilles Hendel         | 2001 - 2004 |
| Hervé Gavoille        | 2004 - 2007 |
| Yann Poirson          | 2007 - 2009 |
| Gérard Tyrode         | 2009 - 2010 |
| Romuald Mignot        | 2010 - 2011 |
| Catherine Viel        | 2011 - 2013 |
| Stéphane Bonnin       | 2013 - 2020 |
| Claude Jamrozik       | 2020 - 2023 |
| Jean-Philippe Viennot | depuis 2023 |